# 佐野友三郎
佐野 友三郎（さの ともさぶろう、元治元年3月10日〈1864年4月15日〉 - 大正9年〈1920年〉5月13日）は、明治・大正期の教育者・図書館学者。息子に、戦前の日本共産党（第二次共産党）中央委員長を務めた佐野文夫、孫に慈善家の吉田千鶴がいる。GreenT株式会社代表の吉田愛一郎はひ孫にあたる。

## 生涯

### 図書館長就任まで
上野国前橋藩士の子として武蔵国川越（現在の埼玉県川越市）に生まれる。
明治15年（1882年）に群馬中学校（現・群馬県立前橋高等学校）を卒業後、明治18年（1885年）に東京大学（後の帝国大学）に入学する。だが、卒業直前に外国人教師との対立を理由に大学を中退、明治23年（1890年）に山形県の米沢中学校に教師として赴任し、翌年に地元の医師の娘と結婚した。後に警視総監となった岡田文次はこの時の教え子で、佐野から死後の整理を依頼されるなど親交が厚かったとされている。その後、大分県や広島県で中学校教師をした後に台湾総督府に採用される。台北県弁務署長まで昇進するものの、明治32年（1899年）に人員整理を目的とした文官分限令発動の対象となり休職扱いとなる。

### 佐野と近代公共図書館の確立
日本に帰国した翌・明治33年（1900年）、東京大学時代に同じボート部にいた秋田県知事の武田千代三郎が佐野に新設の秋田県立秋田図書館の館長の就任を要請しこれを受諾する。図書館に関しては十分な知識を持っていなかった佐野であったが、すぐに帝国図書館館長の田中稲城の指導を仰ぎながら、無料開館・月曜日休館などの原則を定めた規則を作成するなどした。
明治35年（1902年）、佐野は「巡回文庫」構想を発表する（『秋田県教育会雑誌』「米国巡回文庫起源及び発達」）。これはアメリカのメルヴィル・デューイが始めた巡回文庫の仕組みを取り入れたものであった。後に佐野は直接デューイと手紙を遣り取りするなど、彼の図書館思想の影響が大きいとされている。散逸しかけていた佐藤信淵の著作の蒐集事業や各地に郡立図書館を設置する事にも力を注いだ。
ところが、「巡回文庫」の準備中に武田が山口県知事に転任、佐野にも同行して新設の山口県立山口図書館館長に就任するように求められた。佐野は武田の要望に抗いがたくこれを受諾、明治36年（1903年）に山口県立山口図書館館長として赴任した。
山口においても、「巡回文庫」を導入した他、夜間開館の実施や日本最初の児童図書館にあたる「児童閲覧室」を開設した。
明治40年（1907年）には、公開開架を導入して通俗書を中心とした3,000冊の館内での自由な閲覧そして館外貸出を許可し、同42年（1909年）には、デューイ十進分類法と日本既存の「八門分類表」を参考にした新しい図書分類法である「十門分類表」（山口県立図書館分類表）を作成するなどした。

### 佐野の悲劇的な「挫折」
大正9年（1920年）、佐野の著書である『米国図書館事情』が文部省より刊行された。ところが、この頃、山口図書館館長である佐野と県の内務部長との確執が深刻となっていた。武田の知事退任後も、佐野は館長として図書館の充実に尽したが、元々アメリカの図書館学の影響を受けて発達してきた近代図書館そのもののあり方が、保守派から反国家的との批判がされるようになる。特に武田の退任後は図書館の予算は2,000円以内に制限され、県議たちからは図書館そのものに対して中傷が浴びせられていた。そんな中で5月13日の朝9時頃、佐野が自宅にて自殺しているのが発見された。遺書が田中稲城や岡田文次らに充てられていたものの、動機は不明である。

### 本間俊平との友情
同じ山口県同士の本間俊平とはまさに家族ぐるみの付き合いをする親友だった。
「自分は佐野とは17年来の親友である……」近年、友三郎の妻ふみ、長男文夫が本間との間に交わした書簡が発見されている。

## 著書
自著
- 『通俗図書館の経営』（山口県立山口図書館、1915年）
- 『米国図書館事情』（文部省編、金港堂書籍、1920年）
  - 復刻版『米国図書館事情 : 山口県図書館協会八十周年記念』（山口県図書館協会、1989年）
- 『佐野友三郎』（石井敦編、個人別図書館論選集、日本図書館協会、1981年。ISBN 4820481029）

翻訳
- 『英文典直訳』（ディクソン[Dixon, James Main]著、佐野友三郎訳、 攻玉社、1887年）